# Coloplast
La Coloplast è un'azienda multinazionale danese che sviluppa, produce e commercializza dispositivi medici e servizi relativi alla stomia, urologia, incontinenza urinaria e fecale e wound care. Ha sede a Humlebæk.

## Storia
La Coloplast è stata creata nel 1957 da Aage Louis-Hansen, e il figlio Niels Peter Louis-Hansen detiene il 20% della società. È presente a livello globale e ha più di 8 500 dipendenti, con attività di vendita in 53 paesi e produzione in Danimarca, Francia, Ungheria, Cina e Stati Uniti. La sede principale si trova a Humlebæk, in Danimarca.
L'azienda fornisce prodotti a ospedali e istituzioni, ma anche a grossisti e venditori a dettaglio. In alcuni mercati, Coloplast fornisce direttamente i suoi prodotti ai consumatori.
L'azienda ha dichiarato nel biennio 2012-2013 entrate per 11 635 milioni di corone danesi. L'Europa costituisce il mercato maggiore con il 73% delle vendite, 17% delle quali provengono dal Nord America e 10% dal resto del mondo.
La Coloplast è quotata alla Borsa di Copenaghen ed è stata per diversi anni tra i titoli più negoziati in Danimarca.
La Coloplast è stata inclusa nelle edizioni 2012 e 2013 dell'elenco "World's Most Ethical Companies" pubblicato da Ethisphere.
Nel 2014 la Coloplast ha ottenuto il 24º posto nella classifica delle aziende più innovative pubblicata da Forbes Magazine.